# Aculepeira azul
Aculepeira azul là một loài nhện trong họ Araneidae.
Loài này thuộc chi Aculepeira. Aculepeira azul được Herbert Walter Levi miêu tả năm 1991.